# Cargador solar

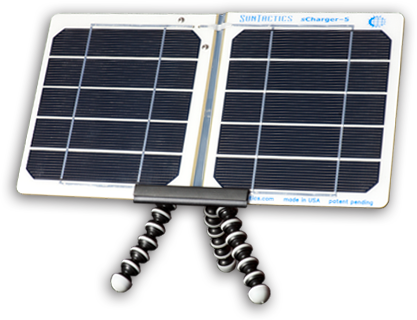
Suntactics sCharger-5

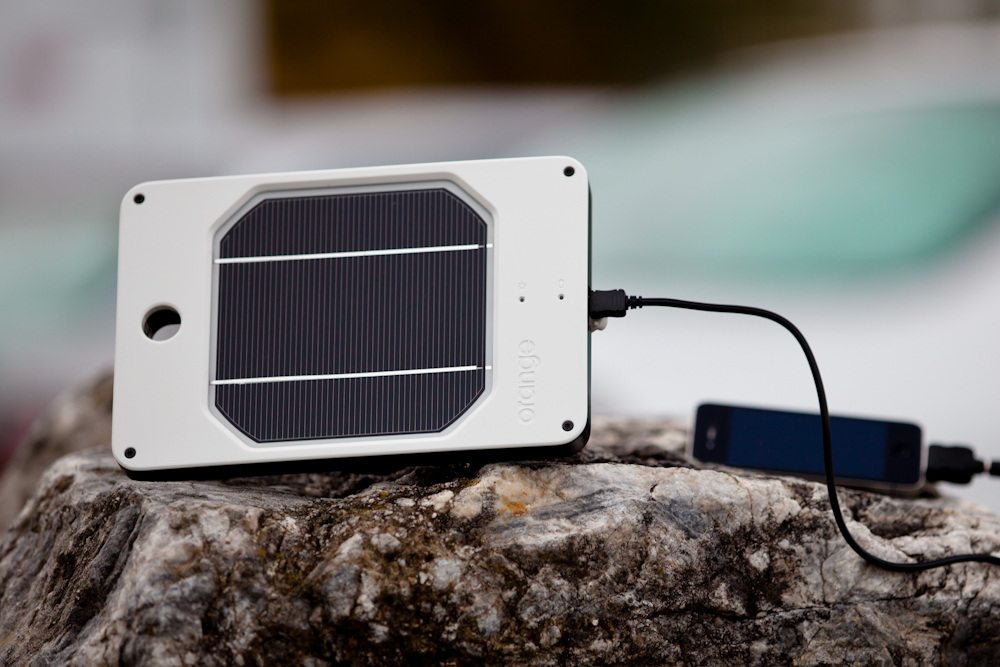
Ejemplo de cargador solar de alta eficiencia de silicio monocristalino.

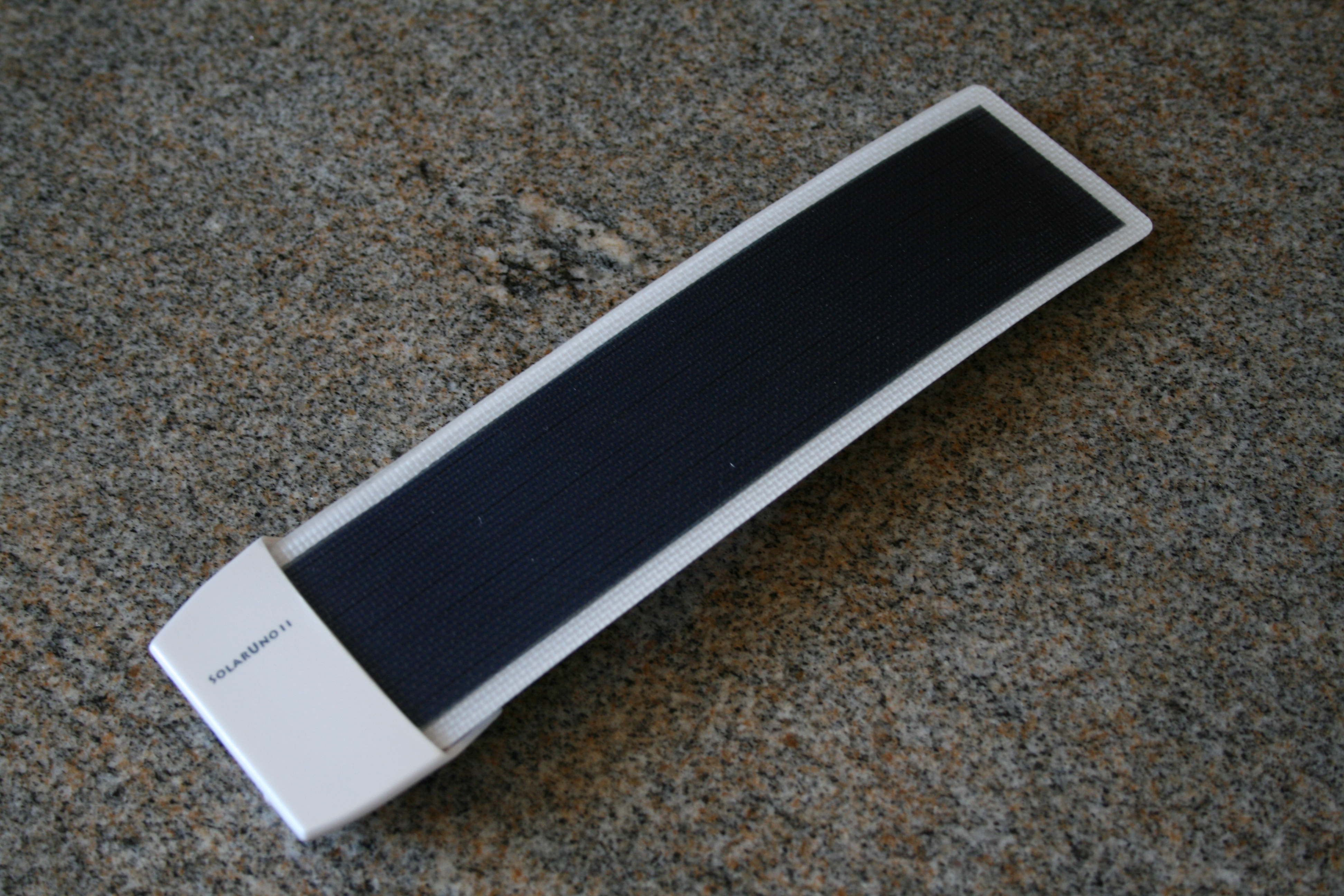

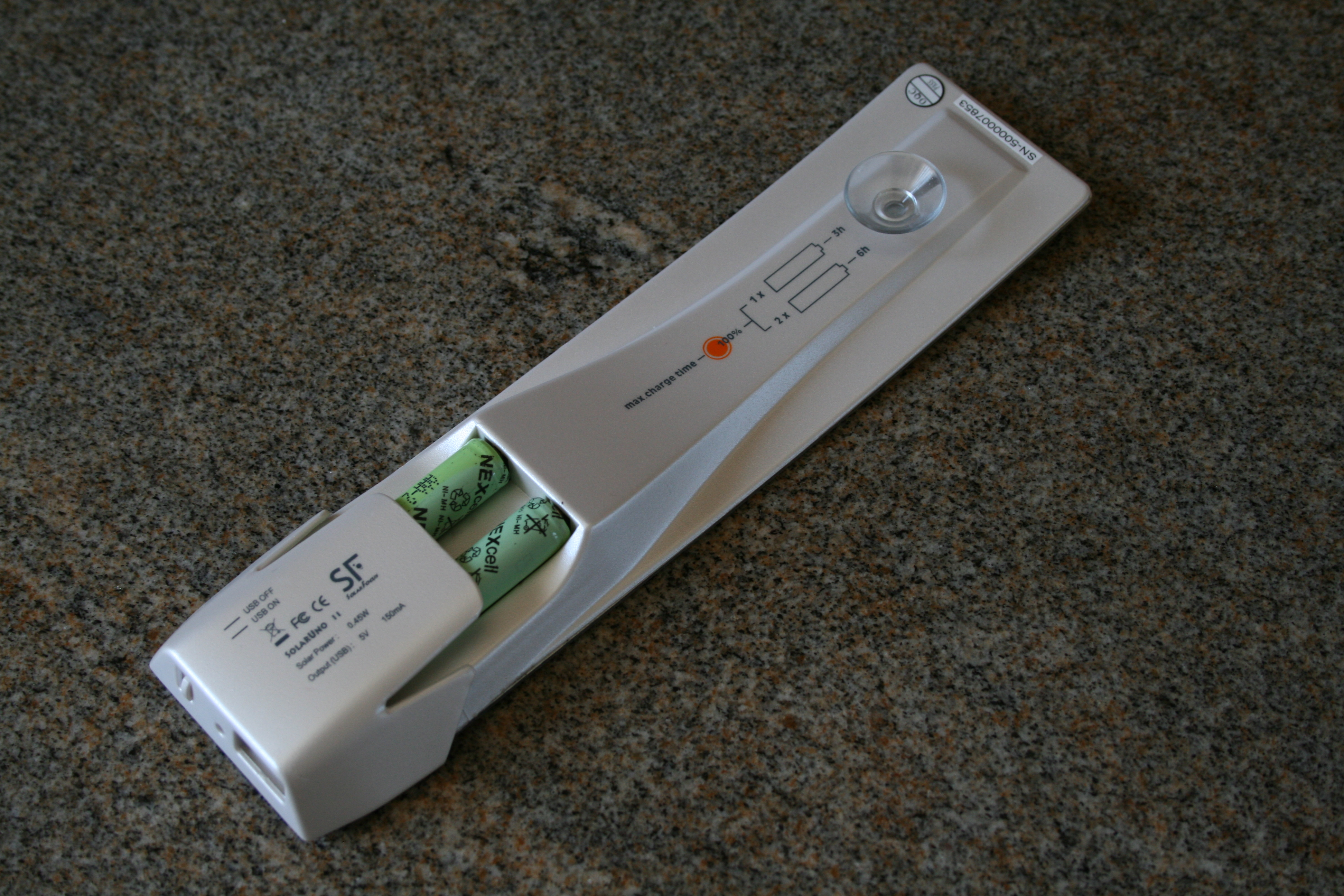
Vista frontal y trasera de un cargador solar portátil pequeño con dos pilas AAA y salida USB.

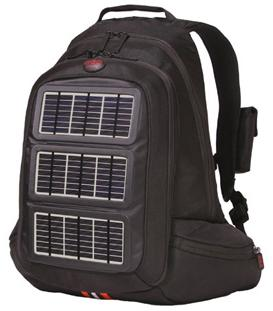
Cargador solar integrado en mochila.

Un cargador solar es un dispositivo, generalmente portátil, que permite transformar la energía solar fotovoltaica en energía eléctrica que pueda ser utilizada por los dispositivos eléctricos.
los componentes son molinos 
- Las placas solares se encargan de transformar la luz solar en electricidad, de ellas depende la eficiencia energética del dispositivo.
- Las baterías sirven para almacenar la energía eléctrica producida por las placas solares, según el tipo que lleve instalado el cargador podrá ofrecer voltajes y amperes diferentes
- Circuitos eléctricos, unen las placas solares y baterías, sirven como un control para el funcionamiento del resto de componentes. También proveen la salida de la carga eléctrica de las baterías hacia otro dispositivo a través de diferentes conectores

Algunos ejemplos de cargadores solares de uso popular son:
- Modelos de portátiles pequeños, diseñados para cargar una gama de diferentes teléfonos móviles iPods y otros equipos de audio portátil.
- Modelos desplegables, diseñados para ponerlos en el salpicadero del automóvil y enchufarlo al mechero de coche, para mantener la batería cargada mientras no esté en uso.
- Lámparas o antorchas eléctricas, a menudo combinadas con uno o más medio secundario de la carga, como un sistema de carga cinética (dinamo), una micro-turbina eólica o pilas.
- Cargadores solares públicos, instalados de forma permanente en lugares públicos, como parques, plazas y calles o farolas, que los transeúntes pueden utilizar de forma gratuita, incluso en caso de catástrofe.

## Cómo funcionan
Una o varias placas solares absorben la energía desprendida por el sol, esta es convertida a energía eléctrica y almacenada en las baterías internas para más tarde poder ser utilizada con distintos fines, desde la recargar de un teléfono móvil hasta dar servicios eléctricos para mantener diversas funcionalidades dentro de una empresa, centro comercial, etc.

## Véase también

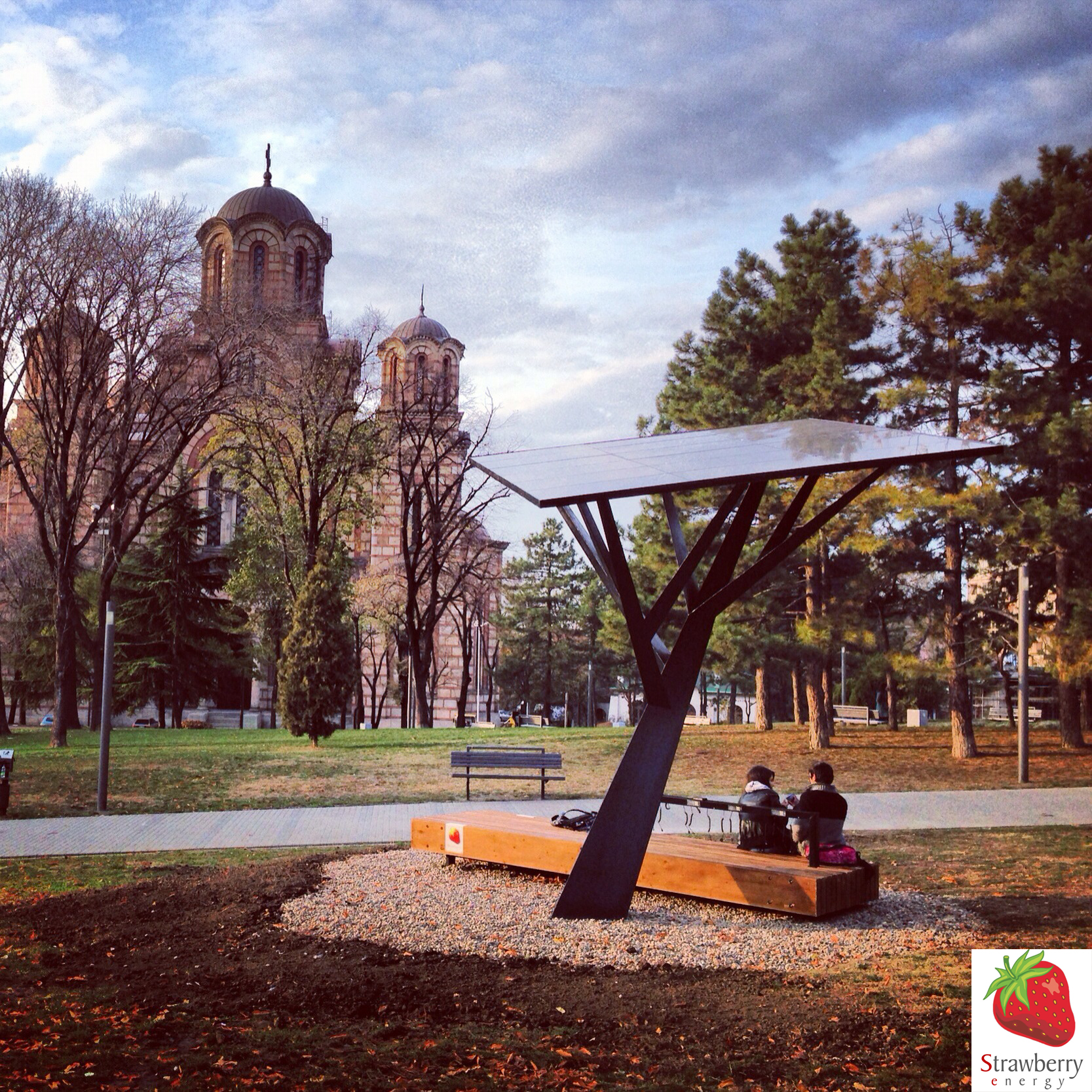
Cargador solar público Strawberry Tree Black en Tašmajdan Park en Belgrado

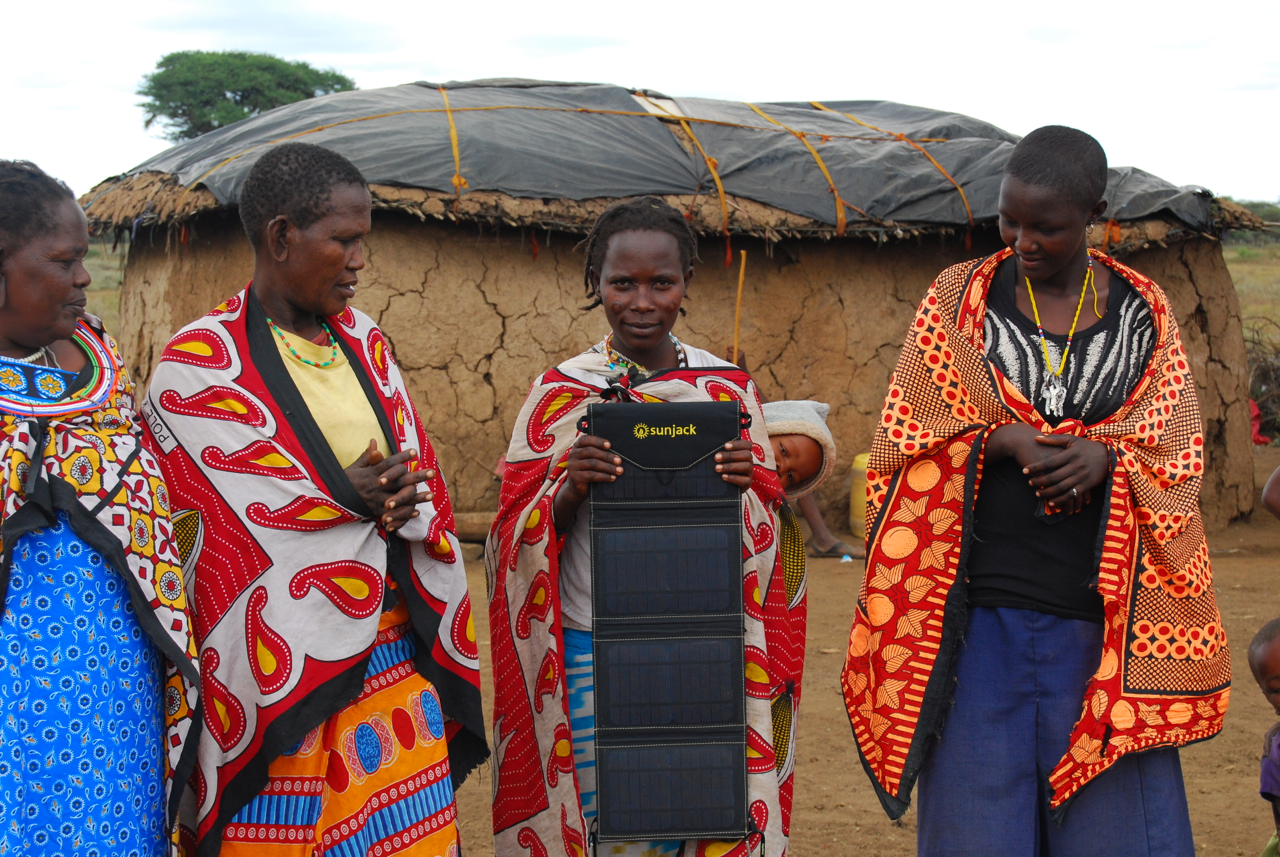
Habitantes rurales africanos con un cargador solar.

## Galería
|                                                                                          |
| Una instalación pública de cargadores solares, el Árbol de fresas, en Obrenovac, Serbia. |

| |
| Estación de carga rápida de Tesla supercharger, California. Las matrices solares fijas están en la parte superior. |

| |
| Estación de carga en Río de Janeiro, Brasil, propiedad de Petrobras. Obsérvense las matrices solares fijas. |

|                                                  |
| Panel solar portátil (sistema de energía solar). |